# Othreis kinabaluensis
Othreis kinabaluensis är en fjärilsart som beskrevs av Guido Benno Feige 1976. Othreis kinabaluensis ingår i släktet Othreis och familjen nattflyn. Inga underarter finns listade i Catalogue of Life.